# Nesti Kerenxhi

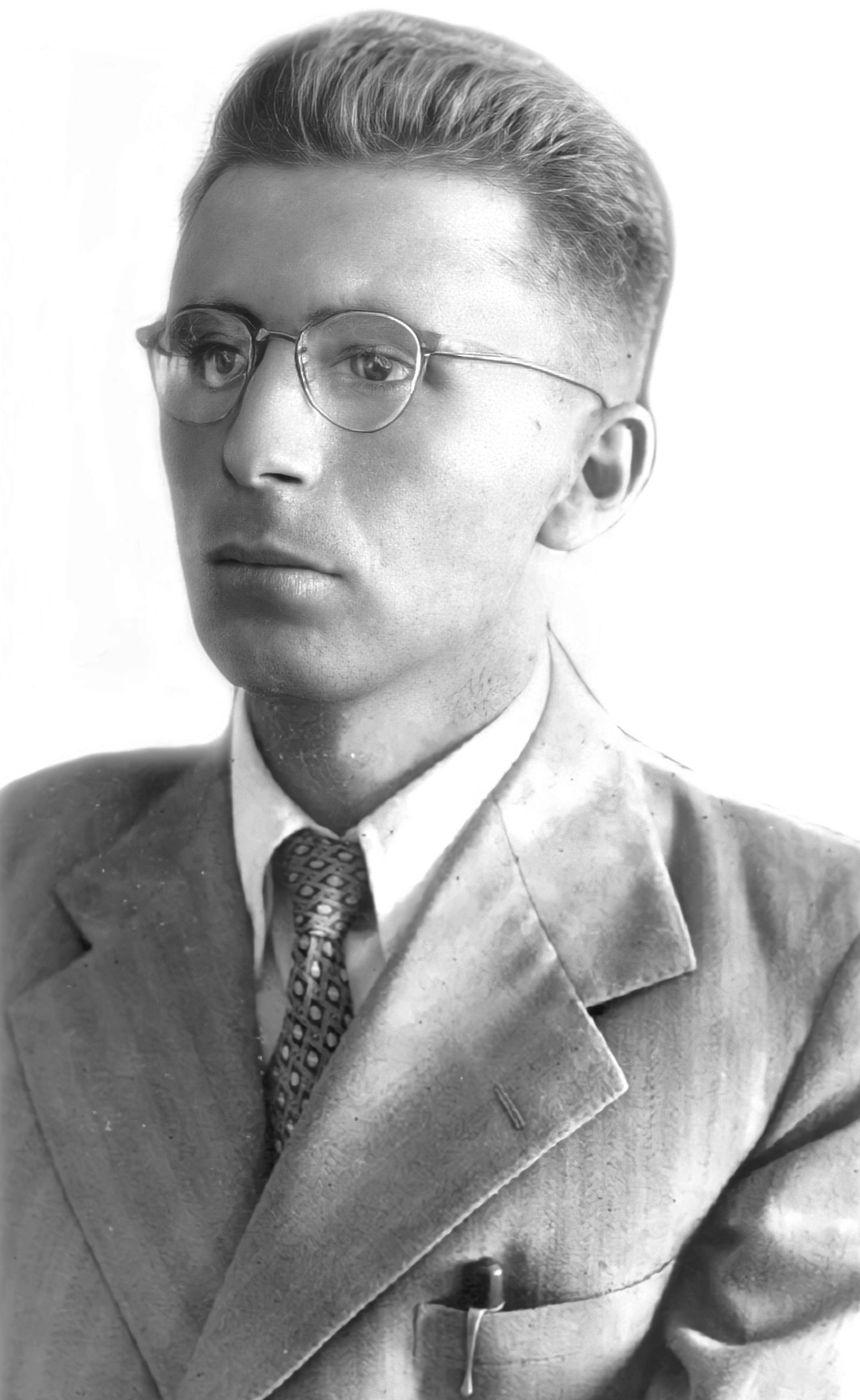
Nesti Kerenxhi (1948)

Nesti Kerenxhi (* 5. September 1920 in Korça; † 29. November 2002 in Tirana) war ein albanischer Politiker der Partei der Arbeit Albaniens, der 1948 Innenminister war.

## Biografie
Nesti Kerenxhi, dessen Familie aus Vithkuq stammte, besuchte die Grundschule und das Gymnasium von Korça, das ihn jedoch später der Schule verwies. Mitte 1939 trat er dort einer kommunistischen Gruppe bei und gehörte am 8. November 1941 zu den Mitgründern der Kommunistischen Partei Albaniens (Partia Komuniste e Shqipërisë, PKSh). 1942 wurde er Politischer Sekretär des Komitees der Kommunistischen Jugend (Rinia Komuniste) von Korça gewählt und vertrat seine Geburtsstadt im März 1943 auf der Ersten Parteikonferenz der PKSh. Er war Politoffizier der 4. Kommunistischen Brigade und übernahm 1944 die Leitung der Parteischule im Dorf Panarit bei Vithkuq, an der Dushan Mugosha großen Einfluss hatte. Im Anschluss wurde er Militärischer Vertreter des Generalstabes bei Josip Broz Tito.
Bei der Gründung der Sozialistischen Volksrepublik Albanien am 24. Mai 1944 war er Mitglied des Antifaschistischen Nationalen Befreiungsrates (Këshilli Antifashist Nacionalçlirimtar) und fungierte zwischen 1944 und 1946 als stellvertretender Direktor der Direktion von Volkssicherheit und damit als Stellvertreter von Koçi Xoxe. Am 25. März 1946 wurde er zudem Mitglied der Volksversammlung (Kuvendi Popullor) und war zwischen April 1946 bis zu seiner Ablösung durch Vaskë Koleci im Februar 1948 erster Direktor der Behörde für Staatssicherheit sowie Vize-Innenminister. Er gehörte ferner dem Zentralkomitee der PKSh als Mitglied an. Nach dem Sturz von Koçi Xoxe im Rahmen von Parteisäuberungen übernahm er am 1. Oktober 1948 im Kabinett Hoxha III schließlich selbst das Amt des Innenministers, wurde aber bereits am 30. Oktober 1948 von Mehmet Shehu abgelöst.
Danach war er stellvertretender Direktor eines Straßenbauunternehmens in Durrës und verlor am 21. Januar 1950 auch sein Abgeordnetenmandat in der Volksversammlung. Im Anschluss wurde Nesti Kerenxhi 1950 stellvertretender Direktor eines Export-Import-Betriebes und gehörte zwischen 1960 und 1961 der Kommission für Preise des Ministerrates an. 1961 übernahm er den Posten als stellvertretender Direktor des Bitumen-Betriebes in Selenica. Nachdem er einen Beschwerdebrief an den Ersten Sekretär des ZK der PPSh Enver Hoxha geschrieben hatte, wurde er am 6. Oktober 1982 verhaftet und befand sich bis 1983 in Haft. Nach seiner Haftentlassung lebte er bis 1988 in einem Internierungslager in Mavrova im Shushicatal, ehe er 1996 nach Tirana zurückkehrte. Er war mit Naxhije Dume verheiratet, die 1948 Bildungsministerin im Kabinett Hoxha III war.